# (466327) 2013 RR8
(466327) 2013 RR8 es un asteroide perteneciente al cinturón de asteroides, descubierto el 12 de agosto de 2013 por el equipo Spacewatch desde el Observatorio Nacional de Kitt Peak (Arizona, Estados Unidos).